# Australoxenos yetmaniensis

Australoxenos yetmaniensis (лат.) — реликтовый вид веерокрылых, единственный в составе монотипического рода Australoxenos из семейства Corioxenidae (Strepsiptera). Австралия.

## Описание
Усики 6-члениковые. Жвалы у самцов отсутствуют, но нижнегубные щупики развиты. Лапки 4-члениковые, без коготков. Вид был впервые описан в 1990 году английским энтомологом Дж. Катиритамби (Jeyaraney Kathirithamby; Department of Zoology, Oxford University, Оксфорд, Великобритания). Сходен с родом Malayaxenos.